# 贝拉奇瓦茨矿战役
贝拉奇瓦茨矿战役是1998年6月科索沃战争期间，南斯拉夫军队、塞尔维亚警察和科索沃解放军之间长达一周的冲突。双方争夺贝拉奇瓦茨煤矿，该煤矿为两个发电站提供能源，为科索沃大部分地区提供电力。
科索沃解放军于6月22日占领了该矿场，将9名塞族矿工劫持为人质，将该矿场变成行动基地，并在省会普里什蒂纳看得见的地方派出白天的巡逻队来嘲弄南斯拉夫当局。在接下来的七天里，南斯拉夫当局和科索沃解放军就矿工的命运进行了谈判。谈判破裂后，南斯拉夫军和塞尔维亚警察袭击了该矿，迫使科索沃解放军离开。10名武装分子在冲突中丧生。南斯拉夫军和塞尔维亚警察报告没有人员伤亡。尽管矿井被夺回，但人质却无处可寻，据推测他们是被武装分子杀害的。截至2014年6月，矿工的遗体下落不明。没有人因他们的死亡而被定罪。

## 背景
第二次世界大战之后，科索沃获得了塞尔维亚社会主义共和国（南斯拉夫社会主义联邦共和国的六个组成国之一）内的自治省的地位。1980年南斯拉夫的长期领导人约瑟普·布罗兹·铁托去世后，南斯拉夫的政治体系开始瓦解。1989年，贝尔格莱德撤销了科索沃的自治权。科索沃是一个主要由阿尔巴尼亚人居住的省份，对塞尔维亚人来说具有重要的历史和文化意义。在19世纪中期以前，塞尔维亚人在科索沃占多数，但到1990年，他们只占人口的10%。由于人数不断减少，塞族人开始担心他们会被阿尔巴尼亚人“排挤”出去，民族紧张局势进一步恶化。科索沃的自治权一被废除，塞尔维亚总统斯洛博丹·米洛舍维奇就任命了一个由塞族人和黑山人管理的少数派政府来监督该省，由来自塞尔维亚的数千名全副武装的准军事部队强制执行。阿尔巴尼亚文化受到有计划的镇压，成千上万在国有企业工作的阿尔巴尼亚人失去了工作。
1996年，一群自称科索沃解放军的阿尔巴尼亚民族主义者开始攻击南斯拉夫军队和科索沃的塞尔维亚内政部。他们的目标是将该省从南斯拉夫的其他部分中分离出来。1991-92年，斯洛文尼亚、克罗地亚、马其顿和波斯尼亞黑塞哥維那脱离了南斯拉夫，现在只是一个由塞尔维亚和黑山组成的残余联邦。起初，科索沃解放军进行了打了就跑的游击。它很快在科索沃的阿尔巴尼亚年轻人中流行起来，他们中的许多人反对政治家易卜拉欣·鲁戈瓦倡导的对南斯拉夫当局的非暴力抵抗，倾向于一种更激进的方式。1997年，邻国阿尔巴尼亚发生武装起义，导致阿尔巴尼亚军队仓库的数千件武器被洗劫，该组织得到了极大的推动。其中许多武器最终落入了科索沃解放军手中。科索沃解放军还从其参与的毒品交易中获得大量资金。
1998年3月，南斯拉夫军和塞尔维亚内政部袭击了科索沃解放军领导人阿德姆·贾沙里的住所，杀死了他和他最亲密的伙伴以及他的大部分家人。这次袭击促使数千名年轻的科索沃阿尔巴尼亚人加入科索沃解放军的行列，加剧了科索沃紧张气氛，起义最终于1998年春天爆发。

## 战斗
1998年6月22日，科索沃解放军占领了奥比利奇镇附近的贝拉奇瓦茨露天煤矿。贝拉奇瓦茨位于科索沃首都普里什蒂纳以西约10（6.2英里）处，具有重要的战略意义，因为它为科索沃最重要的两个电厂提供煤炭，而这两个电厂又为该省大部分地区提供电力。这次攻击是南斯拉夫当局自今年早些时候爆发战斗以来所面临的最严重的挑战，这不仅因为矿场的战略意义，而且因为它离普里什蒂纳很近。武装分子一进入矿井就把一些塞族矿工扣为人质，停止了生产。人权观察确定了这9名俘虏，分别是杜尚·阿赞契奇、佩罗·阿赞契奇、佐兰·阿赞契奇、米尔科·布哈、菲利普·戈伊科维奇、波兹达尔·伦皮克、斯波茹比·萨维奇、米尔科·特里菲诺维奇和德拉甘·武克米洛维奇。一些武装分子配备了自动武器，但大多数人携带的是猎枪。总共大约有30名战士，大多数穿着便服。记者杰弗里·弗莱什曼写道：“一些游击队员不过是拿着单发步枪的孩子。”“其他人都是肌肉发达的男人，留着八字胡，带着弹药带和刺刀。”弗莱什曼形容他们“战战兢兢、疲惫不堪”，并指出他们甚至连对讲机都没有。
科索沃解放军蔑视当局，在普里什蒂纳的视线范围内派出白天的巡逻队。战士们设置了路障、检查站和反狙击屏幕。他们最重的武器是两个火箭推进榴弹发射器和一个12.7 mm（0.50英寸）机枪。他们强迫矿工挖沟，把科索沃解放军与南斯拉夫阵地隔开。矿井被抢走后不久，南斯拉夫当局就人质的命运同科索沃解放军进行谈判。南斯拉夫也设置了自己的路障，封锁了通往贝拉奇瓦茨的道路，并派狙击手包围了矿井。大约100名南斯拉夫军人员参与了战斗。
当局和科索沃解放军之间关于人质命运的谈判显然就在南斯拉夫反击之前破裂。从6月29日开始，在装甲车、大炮和一些坦克的支援下，数百名南斯拉夫军和塞尔维亚警察重新夺回贝拉奇瓦茨矿。第一天，南斯拉夫部队已经推进到距离地雷不到600英尺（180）的地方。南斯拉夫官员解释说，南斯拉夫军和塞尔维亚警察故意缓慢前进，以避免伤亡，并指称激进分子利用矿工作为人肉盾牌。一群武装分子很快就从贝拉奇瓦茨完全撤出，另一群则躲在矿山的管理大楼和车间里。到7月1日，该矿又回到南斯拉夫人手中。南斯拉夫军和塞尔维亚警察显然使用了催泪瓦斯将武装分子驱逐出他们的阵地。阿族和塞尔维亚人都遗弃了该镇及其附近地区，战斗结束后，超过8000名平民流离失所。

## 后果
战斗导致10名科索沃解放军武装分子死亡。南斯拉夫方面报告说没有人员伤亡。科索沃解放军声称，两名科索沃阿族平民——一名八岁男孩和一名男子——在冲突中死亡，六人受伤。南斯拉夫当局证实，一名8岁的男孩在该镇附近的炮击中丧生。据报道，到7月1日，该矿场已重新开始作业。同一天，试图进入贝拉奇瓦茨矿的西方记者遭到一群愤怒的塞尔维亚平民的袭击。
在重新进入矿区时，南斯拉夫当局发现人质已经消失，显然是由在被捕前从贝拉奇瓦茨矿撤退的科索沃解放军战斗人员劫持的。他们被认为已经被武装分子处决了。他们的家人成立了一个组织，致力于将绑架者绳之以法，如果可能的话，还会寻找失踪矿工的遗体。截至2014年6月，这些矿工的下落不明，他们的遗体（如果有的话）也不清楚在什么地方。目前还没有人因他们的死亡而被定罪。